# Бекуэрт, Джозеф Чарльз
Джозеф Чарльз Бекуэрт (англ. Joseph Charles Corneille Bequaert; 24 мая 1886, Бельгия — 12 января 1982, США) — американский натуралист, ботаник, энтомолог, малаколог, профессор Музея сравнительной зоологии Гарвардского университета.

## Биография
Родился 24 мая 1886 года в Торхаут (около Брюгге, Бельгия). Школьником проявлял интерес к растениям и моллюскам. Получил научную степень по ботанике (Dr. Phil.) в 1908 году в Гентском университете (Гент). Также был энтомологом и малакологом во время работы в Африке в экспедиции в Бельгийское Конго (1910—1915), во время которой изучал не только растения, но и моллюсков. В 1916 эмигрировал в США, став с 1921 его гражданином.
- 1917—1922 — работал исследователем в Американском музее естественной истории, преподавал энтомологию в Harvard Medical School
- 1927 — женился на Фрэнсис Браун (Frances Brown) из Огайо, у них было двое детей
- 1929—1956 — куратор насекомых в Museum of Comparative Zoology в Гарварде (США)
- 1951—1956 — профессор зоологии в Museum of Comparative Zoology в Гарварде (США)
- 1954 — президент American Malacological Union
- 1956—1960 читал лекции по биологии в Университете Хьюстона
- 1973 — совместно с Walter Bernard Miller (1918—2000) опубликовал монографию о моллюсках The Mollusks of the Arid Southwest
- 1980 — вместе с женой переехали в Амхерст, Массачусетс к дочери Хелен Холмс (Dr.Helen Holmes)

Был активным членом (с 1923) и президентом (1928, 1935-36, 1942-43) одного из старейших энтомологических обществ Америки — Cambridge Entomological Club; также был членом редколлегии его журнала Psyche в 1947—1956 годах.
Умер в Амхерсте, Массачусетс (США) в возрасте 95 лет.

## Труды
Опубликовал более 250 статей, из них более 50 по моллюскам, а остальные по насекомым и растениям. Среди описанных новых видов муравей Paratrechina tococae Wheeler & Bequaert, 1929, оса Nectarinella Bequaert, 1938, муха Austrolfersia struthionis Bequaert, 1953 и другие таксоны.
- Bequaert, J. (1921). Insects as food: How they have augmented the food supply of mankind in early and recent times. Natural History Journal. 21:191-200.
- Bequaert, J. (1926). The date of publication of the Hymenoptera and Diptera described by Guérin in Duperrey’s «Voyage de La Coquille.» — Entomologische Mitteilungen 15: 186—195.
- Pilsbry H. A. & Bequaert J. (1927). «The Aquatic Mollusks of the Belgian Congo. With a geographical and ecological account of Congo malacology». Bulletin of the American Museum of Natural History 53(2): 69-602. PDF.
- Wheeler, W. M.; Bequaert, J. C. (1929). Amazonian myrmecophytes and their ants. — Zool. Anz. 82: 10-39
- Bequaert J. (1938). A new North American mason-wasp from Virginia (Washington). 79-87.
- Bequaert, J. (1941). Pseudodynerus, a neotropical complex of eumenine wasps (Hymenoptera, Vespidae). — American Museum Novitates, 1106, 1-10.
- Bequaert J. (1948). Monograph of the Strophocheilidae, neotropical family of terrestrial mollusks. The Museum, Cambridge: 210 pp.
- Bequaert J. (1950). Studies in the Achatininae, a group of African land snails. The Museum, Cambridge: 216 pp.
- Bequaert J. & Miller W. B. (1918—2000). (1973). The mollusks of the arid Southwest, with an Arizona checklist. University of Arizona Press, Tucson: xvi + 271 p.

## Признание
Был избран членом многих крупных научных обществ:
- Zoological Society of France
- Entomological Society of America
- Belgian Royal Society of Entomology
- Belgian Society of Tropical Medicine
- Royal Institute of Colonial Belgium
- Koninklijk Natuurwetenschappelijk Genootschap Dodonaea
- Natural History Society of North Africa

В честь Бекуэрта назван род растений Bequaertiodendron (Sond.) Heine & J.H.Hemsl., змея, лягушка и несколько видов муравьёв:

### Патронимы (муравьи)
- Aenictogiton bequaerti Forel, 1913
- Anochetus bequaerti Forel, 1913
- Azteca bequaerti Wheeler, 1929
- Camponotus confluens bequaerti Forel, 1913
- Cataulacus bequaerti Forel, 1913
- Centromyrmex bequaerti (Forel, 1913)
- Strumigenys bequaerti Santschi, 1923
- Crematogaster bequaerti Forel, 1913
- Dorylus bequaerti Forel, 1913
- Monomorium bequaerti Forel, 1913
- Pheidole bequaerti Forel, 1913
- Phrynoponera bequaerti Wheeler, 1922
- Tetramorium bequaerti Forel, 1913